# Композитинг

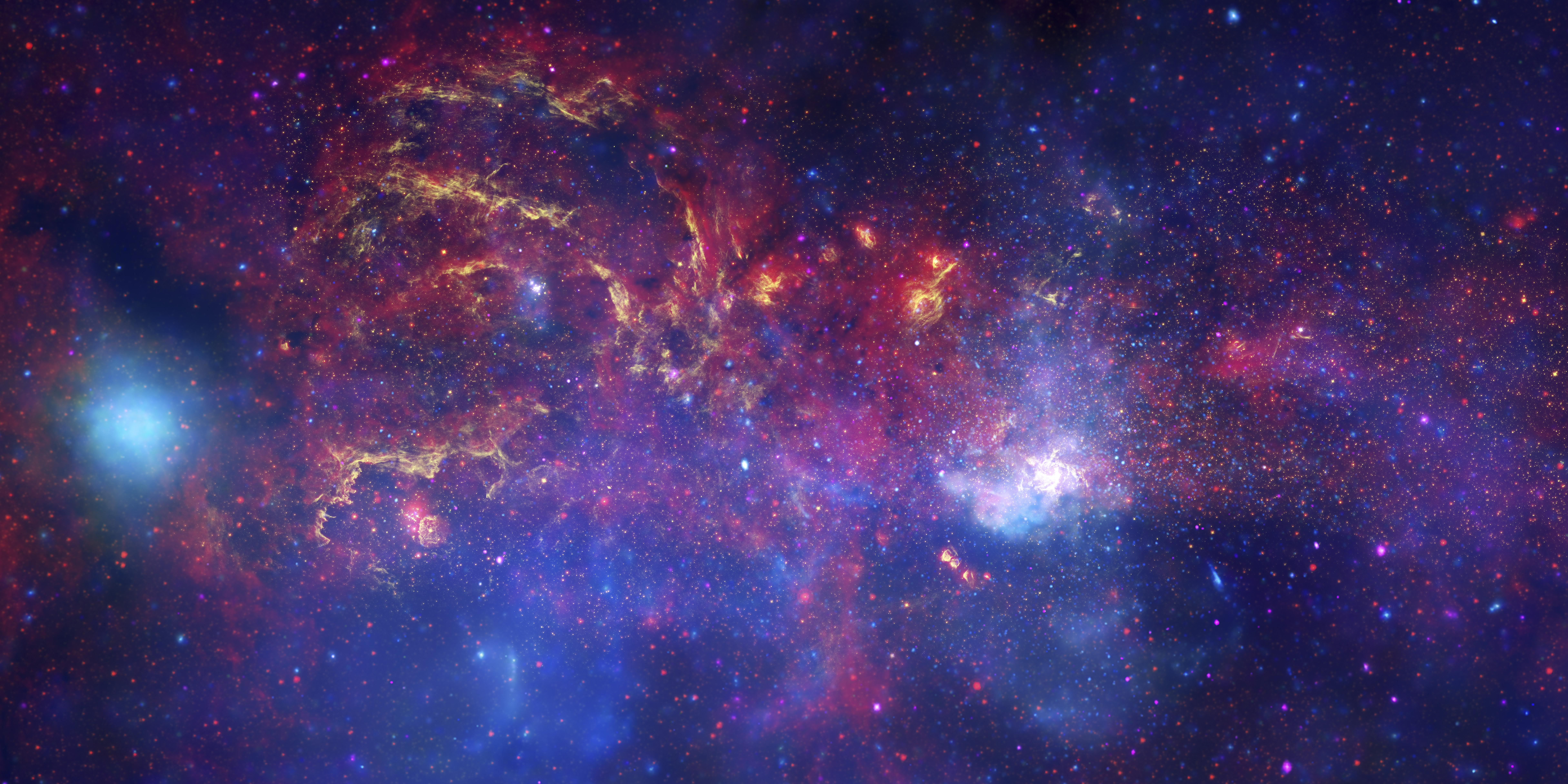
Це зображення Чумацького Шляху створене композитингом зображень з даними з космічного телескопа Хаббла, космічного телескопа Спітцер, і рентгенівської обсерваторії Чандра.

Композитинг (англ. compositing — компонування) — створення цілісного зображення шляхом поєднання двох і більше шарів відзнятого на кіно-чи відеоплівку матеріалу, а також створених комп'ютерних об'єктів та анімації. Широко застосовується в сучасній комп'ютерній технології створення візуальних ефектів у кіно, на телевізійному виробництві, в рекламі, коли необхідно ідеально симулювати реальну дійсність або художній ефект.
Прикладами композитингу можна назвати такі широко відомі фільми, як Термінатор 2, Титанік, Матриця, Зоряні війни, Володар перснів, Аватар, Гаррі Поттер, рекламні ролики фірм Coca-Cola, Toyota, BMW та багато ін.

## Основний принцип
Зазвичай відеозображення при процесі композитингу формується з базового зображення і декількох частин зображень з інших (в основному) джерел, які накладаються, майстерно імплантуються в основну картинку, згідно авторського/режисерського задуму. При процесі композитингу зазвичай використовуються технології хромакей (англ. Chroma key), трекінгу (англ. camera tracking), матчмувінга (англ. match moving), кеінга (кіінга, рірпроєкції) (англ. keyng) та ін.

## Глибокий композитинг
Глибокий композитинг (англ. Deep Compositing) — якщо звичайний композитинг має справу із звичайними зображеннями (з пікселями грубо кажучи), то глибокий композитинг впритул бере в розрахунок ще й елемент глибини, тобто на колір або прозорість кожного пікселя впливає функція віддаленості даного пікселя від віртуальної камери.
Працює він так: Піксель кожного шару містить не тільки інформацію про колір (RGB — red, green, blue) та прозорость (A — alpha), але також значення глибини щодо віддаленості від камери об'єкту. Причому величину глибини можна задавати в дуже широких межах.

## Програмне забезпечення для композитингу
- The Foundry Nuke
- Adobe After Effects
- Apple Motion
- Apple Shake
- Autodesk Flint, Flame & Inferno
- Autodesk Toxic
- Eyeon Fusion